# Alesana
Alesana är ett post-hardcoreband från Raleigh, North Carolina. Bandet började spela tillsammans som The Legitimate Excuse (TLE) i Pennsylvania 2001 och från 2002 i Baltimore, Maryland, men grundades officiellt i Raleigh oktober 2004.

## Medlemmar
Nuvarande medlemmar
- Dennis Lee - sång (2004 - nutid)
- Shawn Milke - sång, gitarr, piano (2004 - nutid)
- Patrick Thompson - gitarr, bakgrundssång (2004 - nutid)
- Jeremy Bryan - trummor, slagverk (2005 - nutid)
- Shane Crump - bas, bakgrundssång (2007 - nutid)
- Jake Campbell - gitarr (2008 - 2010, 2012 - nutid)

Tidigare medlemmar
- Adam Ferguson - gitarr, sång (2005 - 2008)
- Steven Tomany- bas (2004 - 2007)
- Daniel Magnuson - trummor, slagverk (2004 - 2005)
- Will Anderson - trummor, slagverk (2005)
- Alex Torres - gitarr (2010 - 2012)
- Phil Sweeney - bas

## Diskografi
Album
- Try This With Your Eyes Closed (juni 2005) (demo)
- On Frail Wings Of Vanity and Wax (juni 2006)
- Where Myth Fades To Legend (juni 2008
- The Emptiness (januari, 2010)
- A Place Where The Sun Is Silent (oktober 2011)

EP
- Alesana Demo (2004)
- Album Sampler (delad EP med Mayday Parade) (2007	)
- Try This With Your Eyes Closed (2008)
- The Decade EP (2014	)